# 프레스턴 터커
프레스턴 마이클 터커(Preston Michael Tucker, 1990년 7월 6일 ~ )는 전  미국의 야구 선수다. 그의 남동생은 현 메이저 리그 휴스턴 애스트로스의 외야수인 카일 터커이다.

## 미국 프로야구 시절
2015년에 휴스턴 애스트로스에 입단하였다.

## 한국 프로야구 시절

### KIA 타이거즈시절
2019년 5월에 제레미 해즐베이커를 대체할 외국인 야수로 영입되었다. 2020년에는 외야수로 활동하다가 2021년부터 내야수로 활동했고, 성적이 부진하자 다시 외야수로 활동하기 시작했다. 그의 차기 대체 용병으로는 소크라테스 브리토가 영입되었다.

## 미국 프로야구 복귀
2022년에 애틀랜타 브레이브스에 복귀하였다.